# Средець
Среде́ць (болг. Средец) — місто в Бургаській області Болгарії. Адміністративний центр громади Средець.

## Населення
За даними перепису населення 2011 року у місті проживали 9065 осіб.
Національний склад населення міста:
| Національність   | Кількість осіб | Відсоток |
| ---------------- | -------------- | -------- |
| болгари          | 6712           | 79,7%    |
| цигани           | 1557           | 18,5%    |
| турки            | 99             | 1,2%     |
| інша             | 16             | 0,2%     |
| не визначились   | 37             | 0,4%     |
| Всього відповіли | 8421           |          |

Розподіл населення за віком у 2011 році:
Динаміка населення:

## Географія
Місто Средець розташоване біля підніжжя гори Странджа , приблизно в 30 км на південний захід від Бургаса, на правому березі річки Средецька.

## Історія

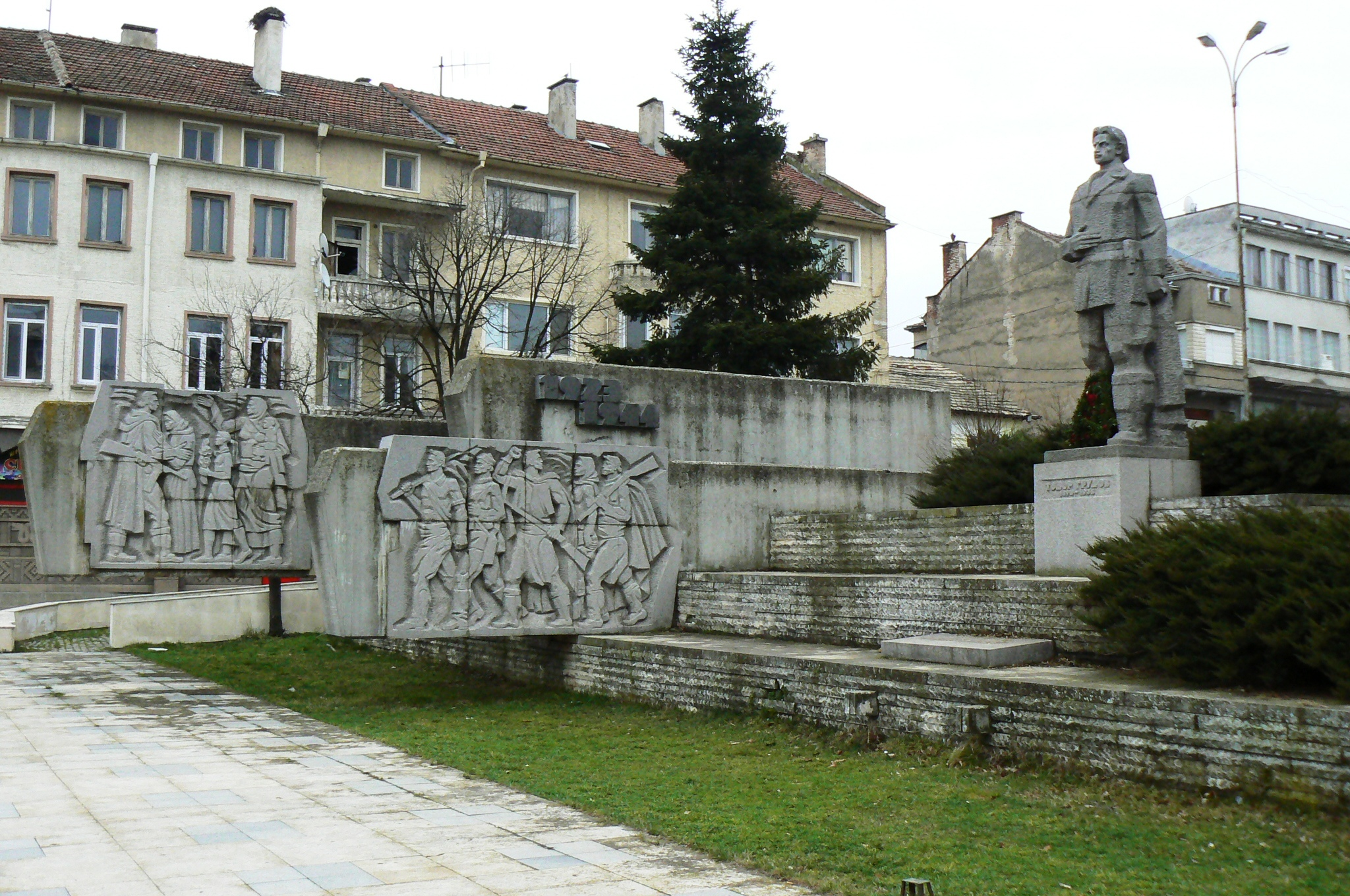
Пам'ятник Тодору Грудову в центрі

Вперше селище згадується в туристичній книзі в 1595 році під назвою Карабунар, що по- турецьки означає "чорний колодязь". Фортеця Калето розташована в 2 км на південний захід від центру сучасного міста Средець.  Вона була побудована наприкінці 5-го на початку 6-го століття.  Розквіт фортеці припадає на  IX-X століття і вона відома під назвою Потамукастел (річкова фортеця).  Фортеця була зруйнована в 11 столітті і знову відбудована в 12 столітті. Під час османського правління населення поступово виходило з фортеці і осідало на сході, де на місці сучасного міста Средець було побудовано село Кара бунанар. У 1651 р. Евлія Челебі, у своїх подорожах, сказав, що в Кара бунарі знаходиться караван-сарай (хан) з гаремом, місцем для верблюдів і місцем для 3000 тварин. Шведський король Карл XII в 1713 році провів ніч у  Кара бунарі на шляху до Константинополя. У 1762 році в селі Кара бунар було 600 будинків і воно було одним з найбільших сіл в цьому районі. Стойко Владиславов (Софроній Врачанський) викладав там у період 1792 - 1793 рр. Через епідемію чуми з 1795 по 1796 рр. село скоротилося і залишилося лише 150 будинків. Кирджалійські розбійники Кара Фейзи  розграбували і спалили все село в 1800 році. Після російсько-турецької війни 1828-1829 років, в Адріанополі був підписаний мирний договір і понад 70 карабунарських сімей емігрували в Бессарабію. У 1858 році султанський ферман побудував  церкву на місці старого храму. У 1868 році Василь Левський перетнув Карабунар. Під час Російсько-турецької війни (1877-1878) командир Іркутського піхотного полку майор Степанов видав наказ командувачу Першої стрілецької роти капітану Тимофєєву просуватися по лінії з Айтоса, Русокастро, Дюлево, Средець і звідти до села Варовник. Послідовно, перетинаючи Русокастро, вони розбивають турецькі частини, що охороняли дорогу, що йде з Провадії. 15 лютого 1878 року в районі місцевості "Еркесіята" було створено першу стрілецьку команду капітана Тимофєєва, яка проведено тактичну підготовку, а рано вранці вони прибули в Карабунар, і капітан Тимофєєв, щоб обдурити турок,  послав декількох стрільців, які почали стріляти в іншу сторону від дороги. Турецька армія направилася до стрільців. Основна російська армія вирушила повздовж річки. На галявині, яка знаходиться зараз над старою лазнею, було три гармати і головні турецькі війська, які очікували, що росіяни з'являться з дороги, що йде з Бургаса. У  ближньому бою вояки Першої стрілецької роти на чолі з капітаном Тимофєєвим менш ніж за п'ять годин знищили турецькі війська. Спочатку був гарматний залп, який був небезпечним для солдат, але завдяки контратаці російських військ, активно підтримуваних жителями Кара бунара, їм вдалося ліквідувати обстріл. Після цього штурму, з безпрецедентним ентузіазмом, два інших гармати були захоплені майже ввечері. За свідченням командира Алі бея, турки вирушили в Странджу, щоб уникнути сильних поразок. 16 лютого 1878 р. 93-й Іркутський полк звільнив селище.  Після Визволення Кара бунар став районним центром.

## Назви та статус
Назва населеного пункту - Кара бунар до 14 серпня 1934 року, коли його перейменували на Средець (записане як Срѣдецъ до реформи старого правопису 1945 року). 1 червня 1950 року село було перейменовано в Грудово на честь комуністичної фігури і колишнього мера села (1923) Тодора Грудова. Відповідно до директиви Комуністичної партії Болгарії у вересні 1923 р. він організував озброєну групу, яка захопила владу в селі і вирушила до Бургаса. Біля села Кара баір (нині Меден Рудник) і недалеко від старої станції Бургаса (нині станція Вл. Павлова) відбуваються перестрілки, в яких багато людей гинуть і є поранені. Згідно з указом Президента,  стара назва Средець була повернена  23 січня 1993 року. Селище має статус міста з 6 лютого 1960 року.

## Політика
Правлячою партією з 2011 року є ГЕРБ. На виборах 2011 року Іван Жабов з партії ГЕРБ був обраний мером.

## Економіка

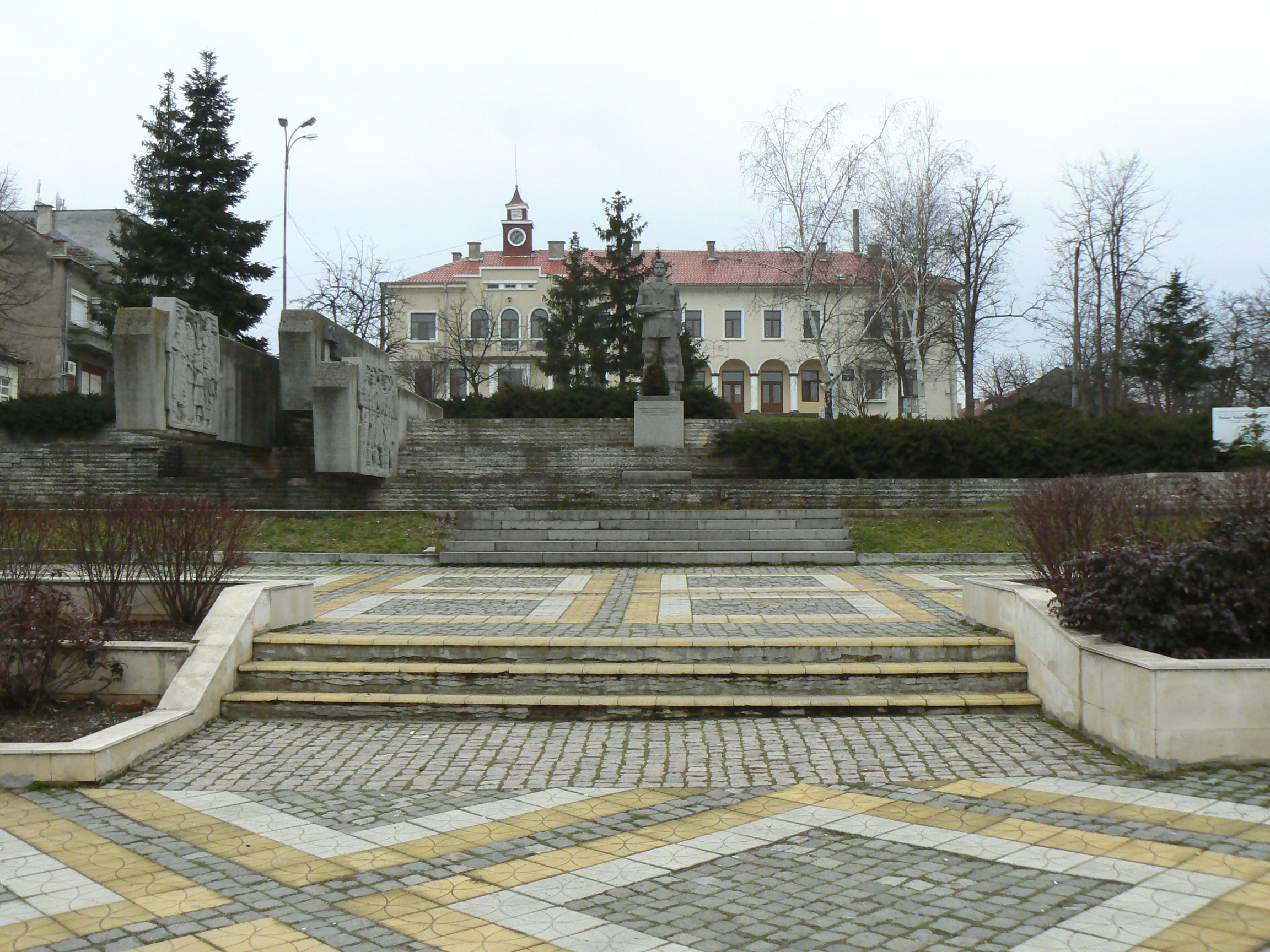
Центр міста Средець.

Промисловий аспект муніципалітету визначається галузями промисловості, торгівлі та послуг, сільського господарства та лісового господарства.  Найважливішими для економіки є металургія, хімічна промисловість та машинобудування.  На території муніципалітету розташований завод "Промет" - незавершений проект для Третьої металургійної бази країни.

## Державні установи
- громадський центр "Пробуда" з 2 бібліотеками
- лікарня
- середня загальноосвітня школа
- професійна гімназія
- районне управління міліції
- районний суд
- дім для дітей, позбавлених батьківського піклування "Цвиркун"
- будинок для літніх людей
- домашній соціальний патронаж
- центр громадської підтримки
- сімейний центр

## Визначні пам'ятки
- Етнографічний музей
- Будинок-музей "Байлова хата"
- Церква "Всіх святих"
- Пам'ятник Софронію Врачанському
- Меморіал Продана Гарджева

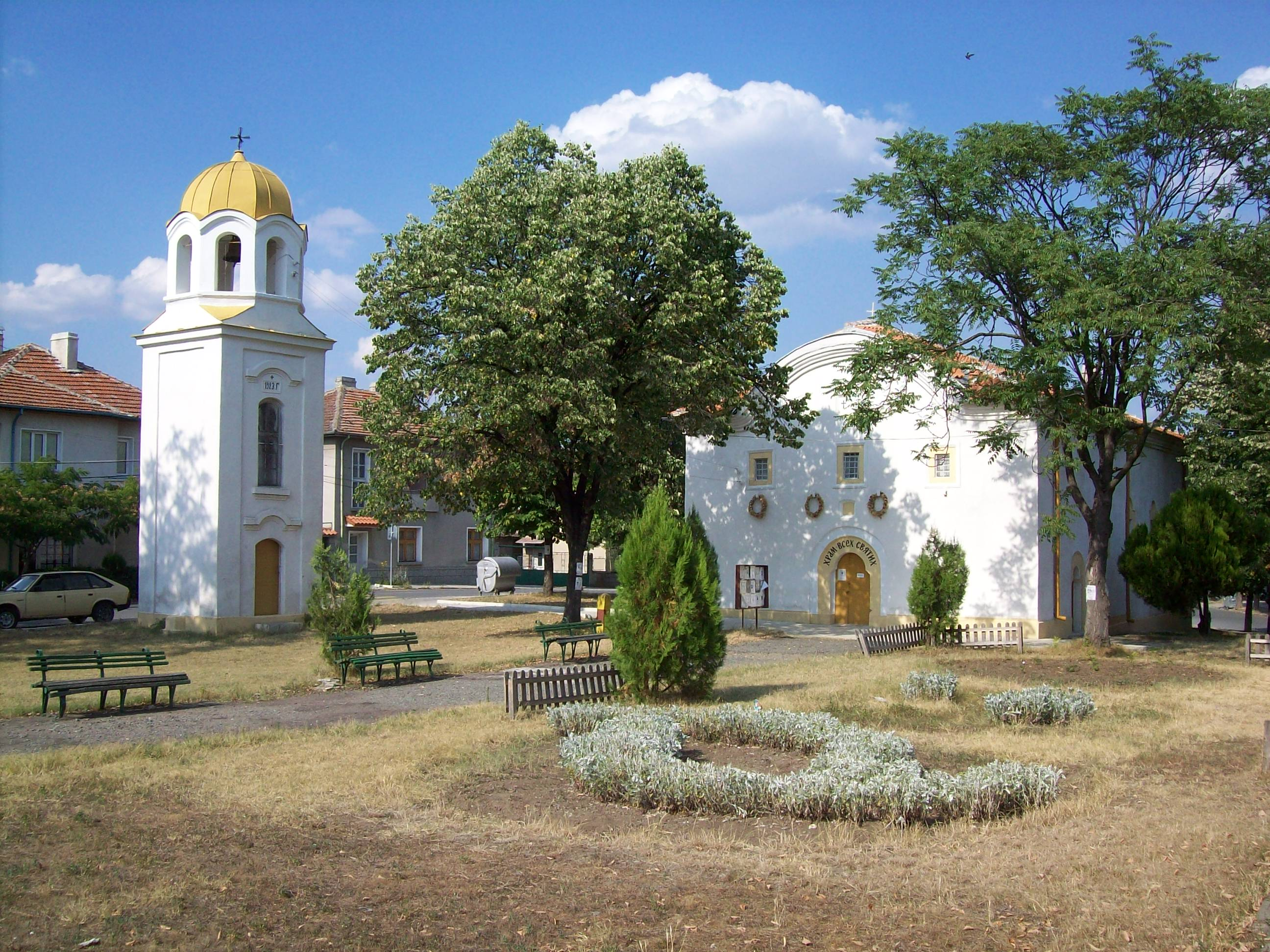
Церква "Всіх святих" в Средеці

У 7 км від міста на шляху до м. Єлхово розташоване прекрасне урочище "Божура", де розміщений інформаційний центр відвідувачів міста Средець і туристичні комплекси "Странджа" і "Божура".

## Регулярні події

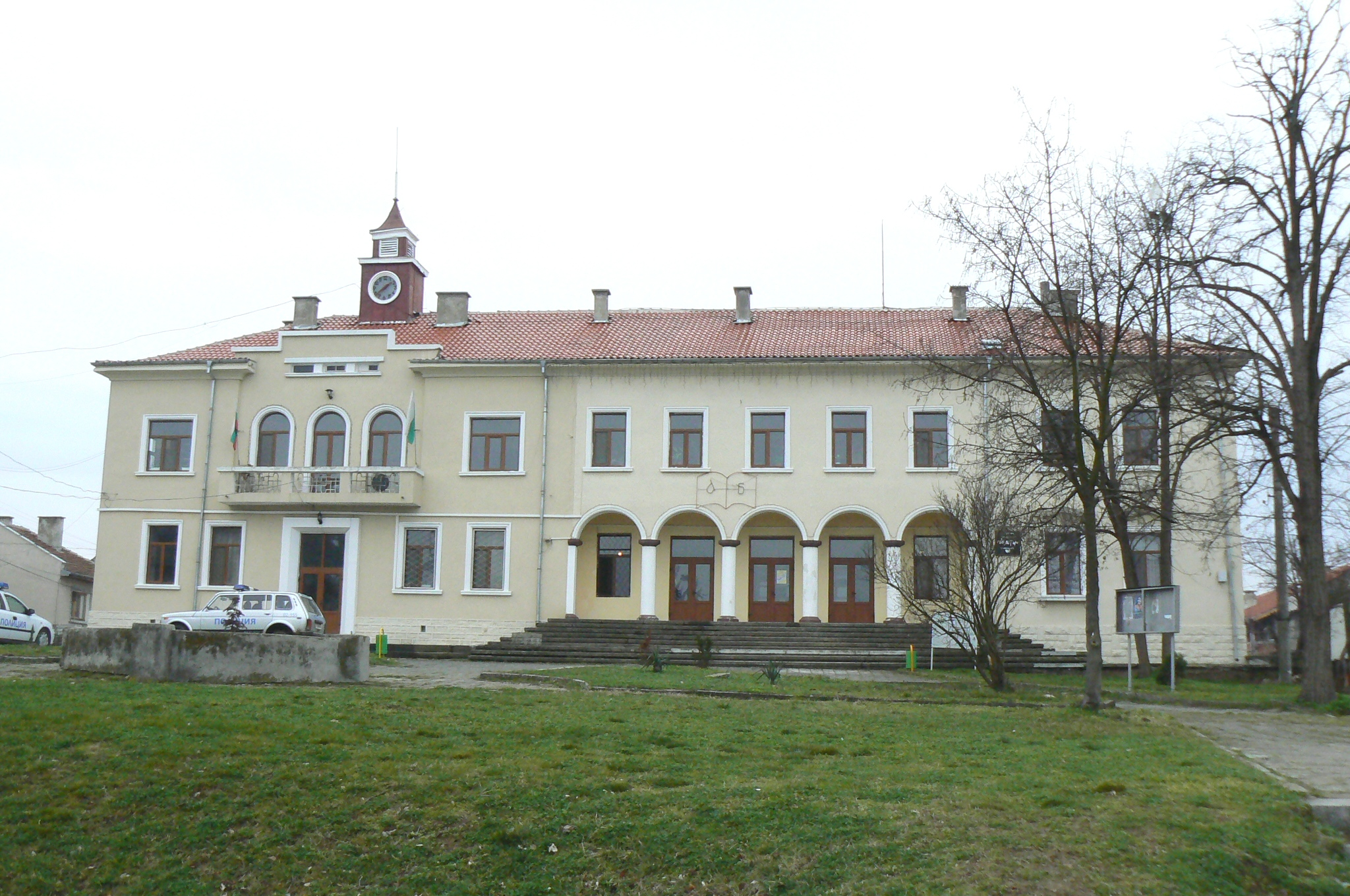
Громадський центр "Пробуда" в Средеці

- Національний странджа-фракійський фестиваль "Народний вінок Божура" - останній тиждень травня
- Свято міста - 23 вересня
- Ралі-крос "Средець" - 25 вересня
- Кукеров Средець - остання неділя лютого

## Особи
- Ангел Димитров-Страхил - болгарський революціонер  [10]
- Златко Янков - футболіст, колишній національний змагач
- Калинка Зулова - народна співачка
- Костадін П.  Момчилов, революціонер[11]
- Микола Петров - лікар, колишній міністр
- Продан Гаржев - борець, олімпійський і світовий чемпіон
- Стоян Попов - оперний співак
- Георгій Арабаджиєв - командир танка, ветеран
- Христо Н.  Стоянов-Страшний- болгарський революціонер[10]
- Манол Варшев - директор школи, вчитель хімії і революційний поет.
- Янка Рупкіна - народна співачка

## Інше
Мис Средець на острові Сміт в Антарктиді носить назву міста.

## Зовнішні посилання
- Офіційний сайт м. Средець [Архівовано 6 березня 2019 у Wayback Machine.]
- Муніципалітет Средець на території Бургаської області
- Туристичний комплекс "Божура" [Архівовано 5 квітня 2018 у Wayback Machine.]
- Футбольний клуб "Странджа-Металург" [Архівовано 27 листопада 2018 у Wayback Machine.]
- Сайт сайту "Нікола Вапцаров" [Архівовано 6 березня 2019 у Wayback Machine.]
- Фотогалерея Средець
- Новини м. Средець [Архівовано 5 березня 2019 у Wayback Machine.]

| Болгарія | Це незавершена стаття з географії Болгарії. Ви можете допомогти проєкту, виправивши або дописавши її. |